# 蔡锡勇
蔡锡勇（1847年—1898年），字毅若。福建龙溪（今漳州市龙海市）人，自强学堂（武汉大学前身）首任总办。
蔡锡勇早年毕业于北京同文馆。曾任中国驻美联社使馆翻译。光绪十年（1884年），任洋务局委员。光绪十五年（1889年），创办湖北枪炮厂、湖北织布局、马鞍山煤矿局等。1893年至1897年，任自强学堂（武汉大学前身）首任总办。
蔡锡勇精通速记术，1896年出版《传音快字》，是中国最早的速记法。1912年他的儿子蔡璋正式编写出版了《中国速记学》，是中国最早的速记著作。
鲜为人知的是蔡锡勇还是第一位翻译美国1787年宪法的人，包括美国宪法及其当时已有的15条宪法修正案的最早和最完整的译本，“在时间上早于章宗元翻译的单行本，在完整度和准确度上超越美国传教士林乐知发表于《环游地球略述》的译本”。